# Kreativní budování míru
Kreativní budování míru nebo tvořivé budování míru (anglicky budování míru = peacebuilding)
je širší termín pro kreativní terapie používané na tvorbu míru u jednotlivců, skupin a společností. Tyto terapie se používají u mnoha různých demografických skupin v různých typech situací. I když se používá primárně na potlačení násilí, kreativní budování míru se může použít i jako preventivní prostředek na upevňování míru, speciálně při práci s dětmi. Hlavním cílem je prostředí (environment) s trvalým mírem.

## Typy kreativního budování míru
- Hudební terapie
- Vizuální umění
- Vizualizace a technologie